# NGC 969
NGC 969 (również PGC 9781 lub UGC 2039) – galaktyka soczewkowata (S0), znajdująca się w gwiazdozbiorze Trójkąta. Odkrył ją John Herschel 22 listopada 1827 roku.
W galaktyce tej zaobserwowano supernową SN 1997dp.